# Dioctria oelandica
Dioctria oelandica là một loài ruồi trong họ Asilidae. Dioctria oelandica được Linnaeus miêu tả năm 1758.